# Erich Adam Huesch
Erich Adam Huesch (* 10. Dezember 1912 in Köln; † unbekannt) war ein deutscher Diplomat.

## Leben
1965 war Huesch unter Botschafter Helmut Allardt, Legationsrat 1. Klasse für Kultur an der Deutschen Botschaft in Spanien in der Calle Hermosillsa 4-6 in Madrid. 1971 folgte die Tätigkeit als Kulturreferent an der Deutschen Botschaft in Athen. Von 1972 bis 1973 war Huesch Botschafter in Haiti und anschließend von 1974 bis 1977 Botschafter in El Salvador. Zu den Aufgaben des Leiters der dortigen Vertretung gehörte die Beobachtung der Organisation der Zentralamerikanischen Staaten in ihrem Sitz in San Salvador.